# Взлетающий жаворонок
«Взлетающий жаворонок» (англ. The Lark Ascending) ― одночастное произведение английского композитора Ральфа Воан-Уильямса, создание которого было навеяно одноимённым стихотворением Джорджа Мередита, сочинённым в 1881 году. Первоначально, в версии 1914 года, пьеса была предназначена для скрипки и фортепиано, однако после Первой мировой войны Воан-Уильямс переработал её в сочинение для скрипки с оркестром: этот вариант композиции, получивший в наши дни большую известность, был впервые исполнен в 1921 году. Произведение имеет подзаголовок «Романс», которым Воан-Уильямс предпочитал обозначать медленную и глубоко лирическую музыку созерцательного характера.

## История создания
Основными увлечениями Воан-Уильямса на протяжении всей его жизни были чтение поэзии и игра на скрипке; композитор в значительной степени предпочитал скрипку фортепиано ― инструменту, к которому он никогда не питал особой любви. Среди английских поэтов XIX и начала XX веков, которыми восхищался Воан-Уильямс, были Теннисон, Суинберн, Кристина и Данте Габриэль Россетти, Харди, Хаусман и Мередит, по мотивам стихотворения которого и был написан «Взлетающий жаворонок».
Вторая жена композитора, Урсула, сама бывшая поэтессой, писала, что перед сочинением «Взлетающего жаворонка» Воан-Уильямс «взял литературную идею, на основе которой построил свою музыкальную мысль, заставив скрипку одновременно изображать и пение птицы, и её полёт; казалось, пьеса не просто иллюстрировала стихотворение, а являлась им». В начало партитуры композитор поместил двенадцать строк из 122-строчного стихотворения Мередита (были взяты начальные строки, строки 63―70 и заключительные строки):
| Английский текст | Дословный русский перевод |
| --- | --- |
| He rises and begins to round, He drops the silver chain of sound, Of many links without a break, In chirrup, whistle, slur and shake. <…> For singing till his heaven fills, 'Tis love of earth that he instils, And ever winging up and up, Our valley is his golden cup And he the wine which overflows to lift us with him as he goes. <…> Till lost on his aerial rings In light, and then the fancy sings. | Он поднимается и начинает кружиться, он роняет серебряную цепочку звуков, состоящую из множества неразрывных звеньев, щебеча, посвистывая, спеша и дрожа. <…> Из-за того, что он поёт, пока не наполнятся небеса, из-за любви к земле, которую он прививает, постоянно поднимаясь всё выше и выше, наша долина становится его золотой чашей, а он ― вином, которое переливается через край, чтобы увлекать нас за собой, <…> пока он не потеряется в своих воздушных кольцах света и в своём причудливом пении. |

В наше время доподлинно неизвестно, где Воан-Уильямс сочинил своё произведение ― его оригинальная рукопись считается утерянной. Существует мнение, что пьеса была написана в то время, когда композитор находился в Маргите, на юго-восточном побережье Англии, в начале Первой мировой войны. В своей биографии жена Воан-Уильямса Урсула сообщала, что композитор рассказал ей, как юный бойскаут произвёл его гражданский арест, поскольку усмотрел в записях, которые Воан-Уильямс делал в своём блокноте, «полезную информацию для врагов»; однако не существует никаких доказательств того, что это были наброски партитуры «Взлетающего жаворонка» ― напротив, Урсула добавляет, что, по словам друга композитора Джорджа Баттеруорта, это были заметки, приготовленные к лекции о творчестве Генри Пёрселла. 
«Взлетающий жаворонок» посвящён скрипачке Марии Холл, бывшей ученице Эдварда Элгара.

## Исполнение
Премьера произведения ― в первоначальном варианте для скрипки и фортепиано ― была дана Марией Холл и пианистом Джеффри Мендхэмом в Бристоле 15 декабря 1920 года (спустя сто лет программу того концерта повторила скрипачка Дженнифер Пайк). Первое исполнение оркестровой версии пьесы состоялось в Куинс-холле в Лондоне 14 июня 1921 года на концерте, организованном Британским музыкальным обществом: в качестве солистки снова выступила Холл, а Британским симфоническим оркестром дирижировал Адриан Боулт. Один из критиков писал в газете «The Times», что «Взлетающий жаворонок» хотя и не был «гвоздём программы», в которую также входила симфоническая сюита «Планеты» Густава Холста, но произвёл приятное впечатление:
«Взлетающий жаворонок» выделялся среди остальных сочинений и был единственной пьесой в программе, демонстрировавшей безмятежное пренебрежение модой сегодняшнего или вчерашнего дня. <…> Это ― музыка чистой сельской местности, а не изысканного концертного зала.

## Музыка
Типичное время звучания пьесы составляет 13—16 минут. 
Композиция начинается с двухтактового вступления в исполнении деревянных духовых и струнных, играющих с сурдиной, после которого следует тихая скрипичная каденция, имеющая обозначение «sur la touche» (т. е. с размещением смычка возле грифа, придающим «воздушное» звучание). Каденция написана без тактовых черт (senza misura).
Ближе к концу каденции композитор вводит мелодию в размере 2/4, которая исполняется скрипкой во второй раз после «возвращения» оркестра:
Вторая каденция ― более короткая, чем первая ― приводит к разделу «Allegretto tranquillo quasi andante», в котором флейты представляют новую тему:
Средний раздел ― «Allegro tranquillo» ― открывается сольными трелями скрипки, перемежающимися ударами треугольника (это единственный ударный инструмент в составе оркестра, исполняющего пьесу). Тактовый размер меняется c 2/4 на 6/8, а тональность, которая до этого была несколько неопределённой, ― на фа мажор. По прошествии пяти тактов гобой вводит новую мелодию, обозначенную как «scherzando»:
За разделом «Allegretto molto tranquillo», в котором скрипка повторяет мелодию, изначально представленную флейтами («Allegretto tranquillo quasi andante»), следует повторение начальных тем в размере 6/8. В концовке произведения звучит скрипичная каденция без оркестрового сопровождения, завершающаяся нотой си третьей октавы.
Музыковед Кристофер Марк выявил использование в пьесе пентатоники, а также дорийского и эолийского ладов.

## Критика
Работа вызвала широкий спектр откликов у аналитиков и рецензентов. В своём исследовании творчества Воан-Уильямса Майкл Кеннеди отмечает, что «„Взлетающий жаворонок“ ― это уникальное произведение, которое часто недооценивают, но его простота на самом деле является обманчивой». Критик Пол Конвей пишет, что пьеса «изображает пасторальную сцену при помощи звучания скрипки, имитирующего певчую птицу, и оркестра, представляющего земной пейзаж». Кристофер Марк аналогичным образом видит различие между сольной партией скрипки и оркестровыми секциями, находя флейтовую мелодию, подобную народной песне, «смещающей фокусировку с неба на уровень земли и жизни человека».
Музыковед Льюис Форман комментирует: «„Взлетающий жаворонок“ был революционным произведением в контексте британской музыки 1914 года ― [с] его ритмической свободой, образностью и избеганием тонико-доминантовой каденции». Джеффри Дэвис пишет: «В каком-то отношении [эта пьеса] кажется идиллией сельской Англии, [но], если учитывать, что она была написана накануне Первой мировой войны, то возможно, в этой музыке есть скрытое проявление печали ― <…> она как бы отражает ностальгию по частично мифологизированному потерянному веку невинности». По словам Филипа Борг-Уилера, произведение «проникнуто глубоким чувством единения с природой: вместо того, чтобы презирать английскую пастораль, как это сделала Элизабет Лаченс, мы должны ценить это редкое качество, столь прекрасно выраженное Воан-Уильямсом». Далее Борг-Уилер проводит параллели между сочинениями Воан-Уильямса и Белы Бартока, отмечая, что оба композитора тщательно усвоили особенности народной песни ― до такой степени, что их собственные мелодические изобретения стали неотличимыми от подлинного народного творчества.

## Комментарии
1. ↑  Насчёт «двусмысленности» тональности в предыдущих секциях пьесы Фрэнк Хоус пишет: «тональность [является] расплывчатой: это может быть дорийский лад с тоникой ре, „условный“ си минор или соль мажор, на который намекают только ключевые знаки. Вторая мелодия и её гармонии одинаково „нерешительны“ и колеблются между до мажором и соль мажором»'"`UNIQ--ref-00000006-QINU`"'.